# Paljanyzja (Schibboleth)
Das Wort Paljanyzja (Паляниця, wissenschaftl. Transliteration Paljanycja, Aussprache [pɐlʲɐˈnɪt͡sʲɐ]) (traditionelles Brot)  ist ein ukrainisches Wort, das als Schibboleth gegenüber russischsprachigen Menschen gilt.

## Kennwort „Паляниця“
Das Wort Паляниця für Paljanyzja kann dazu dienen, Muttersprachler der ukrainischen Sprache von anderen zu unterscheiden. Insbesondere von Russisch sprechenden Personen aus nichtukrainischen Regionen heißt es, sie neigten dazu, Паляниця „with the soft sound of i in place of и“ auszusprechen oder я durch a zu ersetzen. Anstatt Паляниця erklinge dann ungewollt полуниця, das Wort für „Erdbeere“.

## Russischer Überfall auf die Ukraine 2022
Im Zuge des Russischen Überfalls auf die Ukraine 2022 wurde das Wort als Schibboleth genutzt, es kam zu Versuchen, Sprecher aufgrund ihrer Aussprache dieses Wortes als Angehörige dieser oder jener Personengruppe zu identifizieren. Eine der frühesten Veröffentlichungen dieser Praxis findet sich im News-Ticker des unabhängigen, ukrainisch- sowie englischsprachigen Medium Zaborona: Am 26. Februar, 11.30, wurde unter der Zwischenüberschrift Ministry of Internal Affairs von offiziellen Hinweisen auf betrügerische Anrufe und Möglichkeiten, sich abzusichern, berichtet. Es folgen drei Punkte redaktioneller Ergänzungen (Zaborona adds:), der dritte lautet: “and don’t forget about Ukrainian language and palianytsia”. Ebenso vom 26. Februar 2022 datiert ein Artikel in Politico, der u. a. davon berichtet, dass Christo Grozev (Bellingcat) auf Social Media Videos “of Ukrainians using the word palyanitsa – meaning a kind of bread – as a way of telling friend from foe because Russians cannot pronounce it” gepostet habe.
„Скажи паляниця“ („Skaschy paljanyzja“, dt.: „Sagen Sie Paljanyzja!“) lautete die Überschrift eines Beitrags auf dem von Eurotopics als „wirtschaftsliberal“ charakterisierten ukrainischen Nachrichtenportal Apostroph. Charles Miranda, ein australischer Korrespondent in der Ukraine, berichtete, besagter „Trick“ sei bereits während des Zweiten Weltkriegs zur Anwendung gekommen und werde in der Ukraine 2022 wieder praktiziert. Am 28. Februar 2022 berichtete ein US-Reporter unter dem Titel Bewildered Russian soldiers, paranoid Ukrainians: On the ground in a war zone für eine Boulevardzeitung in New York, eine Frau habe ihn aufgefordert, das Wort „palyanitsa“ zu sagen, ganze drei Mal. Weiter führte der Autor aus: “The word is composed of sounds that native Russian speakers cannot pronounce correctly.” Am 8. März 2022 berichtete The Economist über das Phänomen. Am 18. März 2022 überlieferte LB.ua – laut Eurotopics „eines der größeren Webportale der Ukraine“, politische Ausrichtung „liberal“ – eine Liste von Wörtern, die dazu dienen solle, „a non-native Ukrainian speaker“ auf Aussprache basierend schnell zu identifizieren: In der Liste, welche vom NSDC (National Security and Defense Council) via Twitter bekanntgegeben worden sei, finden sich 14 Ausdrücke, angeführt ist die Auflistung von „palianytsia“.
Am 5. März 2022 fand die Verwendung des Ausdrucks als Test in Die Tageszeitung Erwähnung: Im Zusammenhang mit einer Taschenkontrolle, bei der „eine alte sowjetische Militärdienstkarte“ gefunden worden sei, wurde der Kartenbesitzer verdächtigt, „ein russischer Spion“ zu sein. Die Nachbarin, die sich einschaltete, sei „gleich mit verdächtigt“ worden. „Die Sicherheitsleute forderten beide auf, das Wort palianytsia zu sagen, ein ukrainisches Wort, das Russen nicht richtig aussprechen können.“ Der Tagesspiegel publizierte am 5. April 2022 einen Text des ukrainischen Lyrikers Oles Barleeg. Am Ende des ersten Absatzes war die Rede vom Ertapptwerden, es folgte der Vergleich: „Wie dieser Russe, der irgendwo auf der Straße enttarnt wurde, weil er das Wort Paljanyzja nicht aussprechen konnte.“
Im Internet und auf Social Media verbreiteten sich Bilder und Memes mit Situationen, in denen ein Sprecher „Паляниця“ sagt oder jemand aufgefordert wird, das Wort auszusprechen.